# Leimert Park
Leimert Park est à la fois le nom d'un quartier et d'un parc de la ville de Los Angeles dans l'État de Californie. Il est connu pour ses maisons style espagnol et ses rues bordées d'arbres.

## Présentation
Il est situé entre la 43e rue, Crenshaw Boulevard, Vernon Avenue et Leimert Boulevard. Bastion de la communauté afro-américaine, Leimert Park est réputé pour ses nombreuses boîtes de jazz et ses salles de concert (World Stage, Babe's & Ricky's Inn, etc.). Les restaurants proposent des plats du Sud des États-Unis.
Le quartier a été dessiné par Frederick Olmsted dans les années 1920 et aligne des « maisons basses aux façades en stuc pastel de style espagnol ». À l'origine, il était un quartier résidentiel blanc ; la communauté noire s'y installa à la suite de Ray Charles et Ella Fitzgerald dans les années 1940. Après les émeutes du quartier de Watts en 1965, des Afro-Américains ouvrent des boutiques d'art indépendantes sur les grandes avenues. Le cinéaste John Singleton surnomme le quartier le « Greenwich Village noir ».

## Démographie
La population du quartier atteignait 12 311 habitants en 2008.
Le Los Angeles Times considère le quartier comme peu diverse du point de vue ethnique, 79,6 % afro-américaine, 11,4 % de la population étant hispanique, 4,6 % asiatique, 1,2 % blanche non hispaniques et 3,2 % appartenant à une autre catégorie ethno-raciale.